# Teresa Kodelska-Łaszek

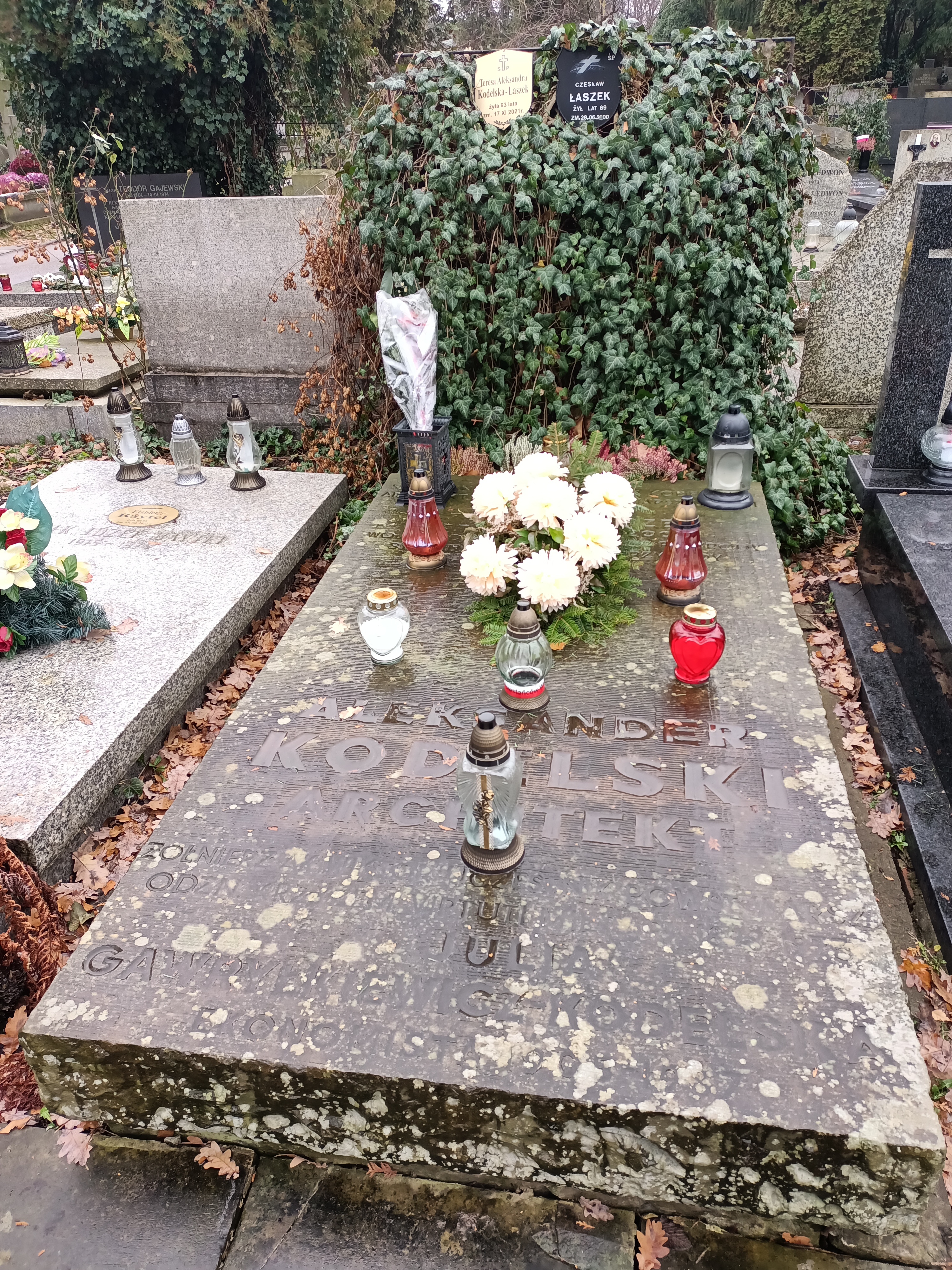
Grób Teresy Kodelskiej-Łaszek na Cmentarzu wojskowym na Powązkach

Teresa Aleksandra Kodelska-Łaszek (ur. 13 stycznia 1929 w Warszawie, zm. 17 listopada 2021 tamże) – polska narciarka, pracownik naukowy SGH, olimpijka z Oslo 1952, powstaniec warszawski.

## Życiorys
Jej rodzice, Anna i Aleksander Kodelscy byli architektami. W okresie okupacji niemieckiej była członkiem Szarych Szeregów, brała udział w akcjach małego sabotażu. W konspiracji używała pseudonimu "Kinga". Uczestniczka jako sanitariuszka i łączniczka w powstaniu warszawskim, służyła w rejonie tzw. Reduty Wawelskiej. Po upadku Reduty w dniu 11 sierpnia 1944 przedostała się kanałami w rejon Alei Ujazdowskich, w dalszych walkach nie uczestniczyła, ukrywała się w ruinach miasta, jako tzw. robinson warszawski. Warszawę opuściła razem z ludnością cywilną 2 października 1944. Powstania nie przeżyła jej matka. 
Ukończyła Liceum Administracyjno-Handlowe w Krakowie, następnie rozpoczęła studia w Szkole Głównej Handlowej (od 1949 Szkole Głównej Planowania i Statystyki) w Warszawie, studia ukończyła w 1951.
Od 1946 do 1956 była członkiem AZS Warszawa. Uprawiała narciarstwo alpejskie, na mistrzostwach Polski seniorów wywalczyła trzy złote medale (slalom specjalny – 1948, 1952, slalom gigant – 1952), dwa medale srebrne (zjazd – 1948, kombinacja alpejska – 1948) i trzy medale brązowe (zjazd – 1951, kombinacja alpejska – 1951, slalom specjalny – 1954) W 1947 wygrała bieg zjazdowy podczas Memoriału Bronisława Czecha i Heleny Marusarzówny. Wystąpiła na igrzyskach olimpijskich w Oslo (1952), zajmując 32. miejsce w slalomie specjalnym, 34. miejsce w slalomie gigancie i nie kończąc biegu zjazdowego. 
Przez większość kariery zawodowej była związana ze Szkołą Główną Planowania i Statystyki w Warszawie (od 1991 ponownie Szkołą Główną Handlową). Pracowała na Wydziale Ekonomiki Produkcji, przez dwie kadencje pełniła funkcję prodziekana ds. spraw studenckich. W 1964 uzyskała stopień doktora na podstawie pracy Planowanie inwestycji dla mechanizacji uspołecznionych gospodarstw rolnych napisaną pod kierunkiem Kazimierza Secomskiego, w 1974 stopień doktora habilitowanego na podstawie pracy Potrzeby w zakresie budownictwa inwestycyjnego szkolnictwa wyższego w Polsce (stan istniejący i elementy prognozy). Zajmowała się ekonomiką inwestycji budowlanych. Była zatrudniona jako docent, następnie profesor nadzwyczajny. Przeszła na emeryturę w 1999, w kolejnych latach pracowała jeszcze  w Wyższej Szkole Działalności Gospodarczej w Warszawie, przekształconej później w Uczelnię Warszawską im. Marii Skłodowskiej-Curie w Warszawie.
Z małżeństwa z botanikiem Czesławem Łaszkiem (1930-2000) miała syna Jacka (ur. 1954), który również został pracownikiem SGH. Jej wnukiem jest ekonomista, Aleksander Łaszek. 

## Odznaczenia i wyróżnienia
- Srebrny Krzyż Zasługi[2]
- Złoty Krzyż Zasługi[2]
- Medal Komisji Edukacji Narodowej (1985)[3]
- Krzyż Kawalerski Orderu Odrodzenia Polski (1987)[3]
- Odznaka Grunwaldzka[3]
- Warszawski Krzyż Powstańczy[3]
- Krzyż Armii Krajowej[3]
- w 2001 mianowana podporucznikiem AK
- medal Kalos Kagathos (2009)